# Progettazione universale per l'apprendimento

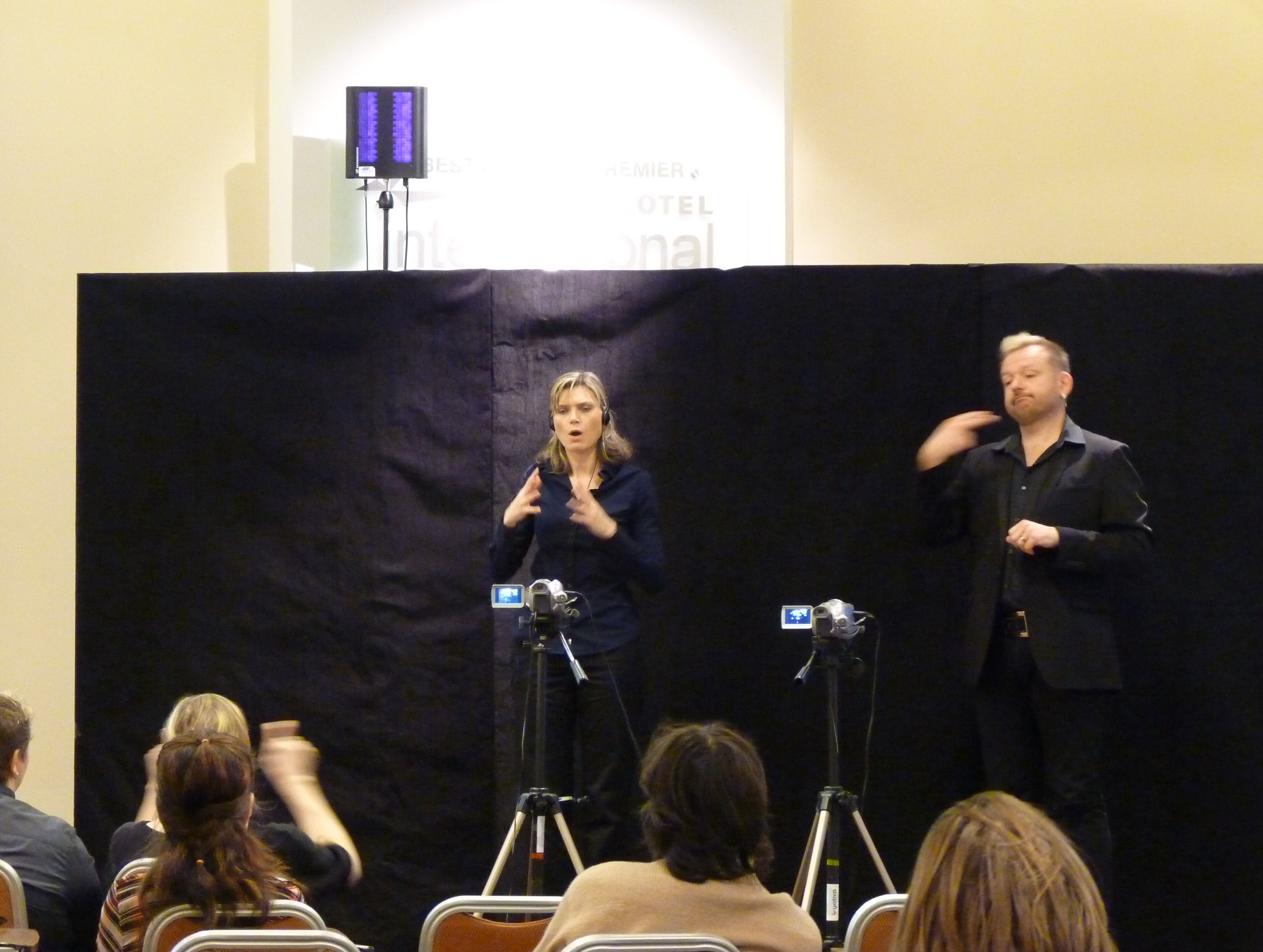
Esempio di apprendimento inclusivo attraverso l'uso della LIS

La progettazione universale per l’apprendimento (PUA) o Universal Design for Learning (UDL) è un modello di progettazione e gestione delle pratiche formative ed educative volto a creare ambienti flessibili per facilitare l’apprendimento. L’obiettivo è rendere il piano di studi, la didattica e la valutazione accessibili sul piano fisico e cognitivo. Il modello richiede di individuare, osservare e analizzare i bisogni degli utenti e rispondere con soluzioni compatibili alle esigenze fisiche e cognitive emerse.

## Origini

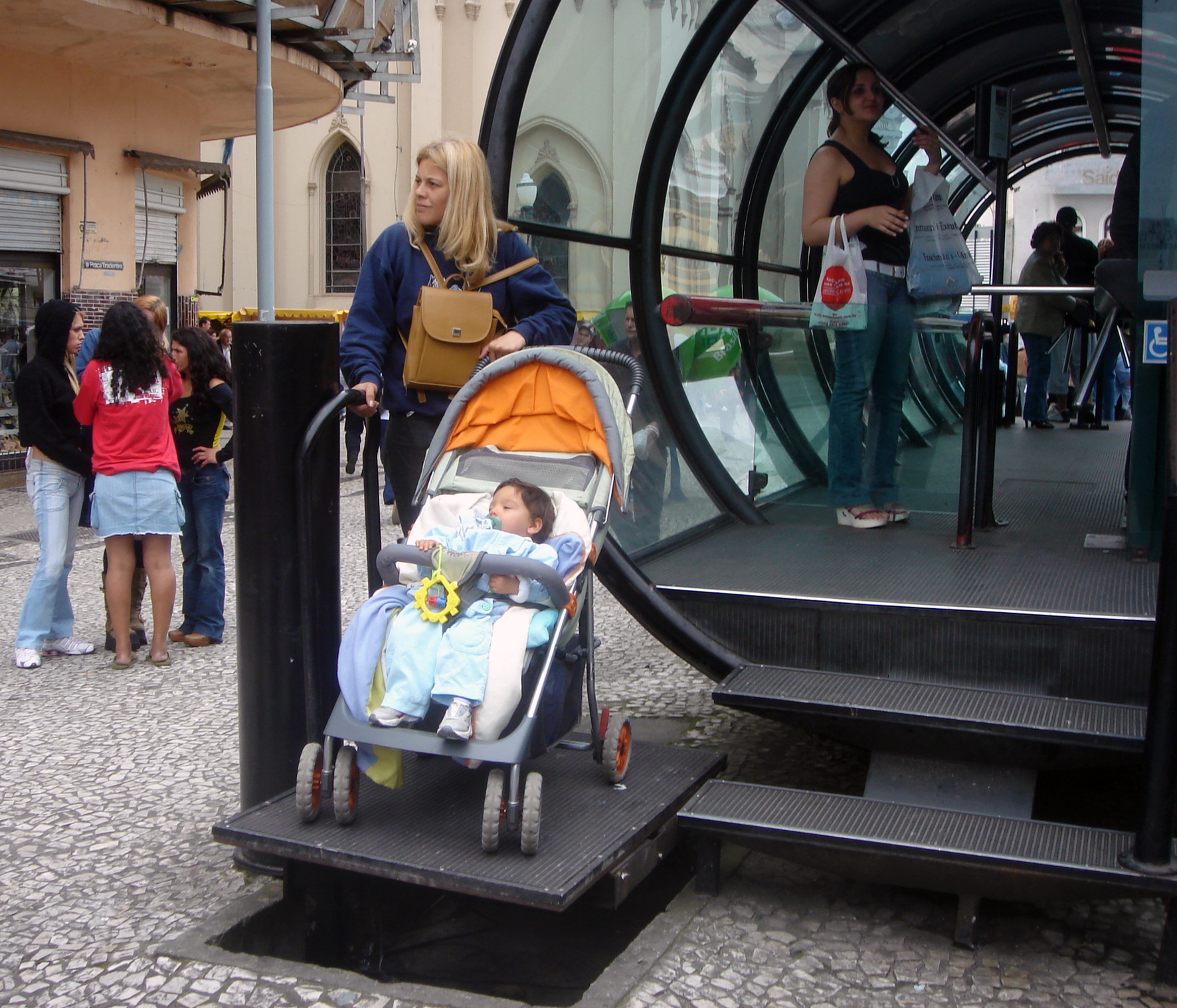
Esempio di progettazione universale in ambiente urbano

La progettazione universale per l’apprendimento è un modello di progettazione che si ispira alla metodologia più ampiamente conosciuta come Universal Design.
La definizione di Universal Design, ideata dall’architetto Ronald Mace, fondatore del Center for Universal Design presso l’Università della Carolina del Nord, approda per la prima volta negli Stati Uniti, intorno agli anni ottanta del Novecento. Il modello innovativo, teorizzato e applicato dai ricercatori della progettazione universale, si sviluppa intorno i temi della progettazione senza barriere negli ambienti artificiali, fornendo così un nuovo paradigma alla progettazione applicabile non solo agli ambiti esclusivi dell’architettura, ma gradualmente anche al design, all’organizzazione dei servizi, agli ambienti di apprendimento. La divulgazione di questo nuovo sguardo universale, espande i propri ambiti di intervento, applicandosi non solo agli ambienti, ma anche ai contesti di vita delle persone. La progettazione universale, inoltre, si concilia con i principi trasmessi dalla Convenzione delle Nazioni Unite sui diritti umani delle persone con disabilità del 2006 consentendo di realizzare il diritto all’accessibilità per le persone con disabilità, inteso non solo come l’abbattimento delle barriere architettoniche, ma anche come diritto di accessibilità e fruizione degli ambienti di apprendimento, della cultura, dei servizi etc.

## Principi e linee guida
Le linee guida, introdotte nel 2008 dal Center for Applied Special Technology (CAST), sono organizzate sulla base dei tre princìpi fondamentali della rappresentazione, dell’azione ed espressione e del coinvolgimento secondo un approccio pedagogico ispirato alla psicologia cognitiva di Piaget ed educativa di Bloom e, in generale, alle ricerche condotte dalle neuroscienze.  Alcuni degli studi effettuati in campo neuroscientifico hanno infatti individuato tre distinte reti cerebrali tra loro interconnesse: le reti di riconoscimento, le reti strategiche e le reti affettive, ognuna delle quali costituirebbero il come, il cosa ed il perché del processo di apprendimento individuale.
Tabella riepilogativa delle linee guida 3.0 della progettazione universale per l'apprendimento, pubblicate dal centro di ricerca CAST, nel 2024:
| Categoria                                           | Opzioni di progettazione              | Descrizione |
| --------------------------------------------------- | ------------------------------------- | --- |
| Progettare molteplici mezzi di coinvolgimento       | Accogliere interessi e identità       | - ottimizzare la scelta e l'autonomia; - ottimizzare la rilevanza, il valore e l'autenticità; - coltivare la gioia e il gioco; - affrontare pregiudizi, minacce e distrazioni; |
| Progettare molteplici mezzi di coinvolgimento       | Sostenere lo sforzo e la perseveranza | - chiarire il significato e lo scopo degli obiettivi; - ottimizzare le sfide e il sostegno; - favorire la collaborazione, l'interdipendenza e l'apprendimento collaborativo; - promuovere il senso di appartenenza e il valore della comunità di apprendimento; - offrire feedback che incoraggino all'azione;                   |
| Progettare molteplici mezzi di coinvolgimento       | Capacità emotiva                      | - riconoscere aspettative, convinzioni e motivazioni; - sviluppare la consapevolezza di sé e degli altri; - promuovere la riflessione individuale e collettiva; - coltivare l'empatia e le pratiche riparative; |
| Progettare molteplici mezzi di rappresentazione     | Percezione                            | - favorire opportunità per personalizzare la presentazione delle informazioni; - supportare molteplici modalità di percezione delle informazioni; - rappresentare una diversità di prospettive e identità in modo autentico; |
| Progettare molteplici mezzi di rappresentazione     | Lingua e simboli                      | - chiarire il vocabolario, i simboli e le strutture linguistiche; - supportare la decodifica di testi, notazioni matematiche e simboli; - favorire la comprensione e il rispetto tra lingue differenti e dialetti; - affrontare i pregiudizi nell'uso del linguaggio e dei simboli; - illustrare attraverso molteplici supporti; |
| Progettare molteplici mezzi di rappresentazione     | Costruzione della conoscenza          | - collegare le conoscenze pregresse al nuovo apprendimento; - identificare ed esplorare modelli, caratteristiche fondamentali, grandi idee e relazioni; - sperimentare molteplici modi per riconoscere e creare significato; - massimizzare il transfer e la generalizzazione;                                                   |
| Progettare molteplici mezzi di azione & espressione | Interazione                           | - diversificare e valorizzare i metodi di risposta, navigazione e movimento; - ottimizzare la fruizione di materiali accessibili e di tecnologie e strumenti assistivi accessibili; |
| Progettare molteplici mezzi di azione & espressione | Espressione e comunicazione           | - utilizzare molteplici mezzi per la comunicazione; - utilizzare molteplici strumenti per la costruzione, la composizione e la creatività; - acquisire competenze supportando gradualmente la pratica e la performance; - affrontare i pregiudizi legali alle modalità di espressione e comunicazione;                           |
| Progettare molteplici mezzi di azione & espressione | Sviluppo di strategie                 | - stabilire obiettivi significativi; - anticipare e pianificare le sfide; - organizzare informazioni e risorse; - migliorare la capacità di monitorare i progressi; - sfidare le pratiche di esclusione; |